# Maksymilian Milan-Kamski

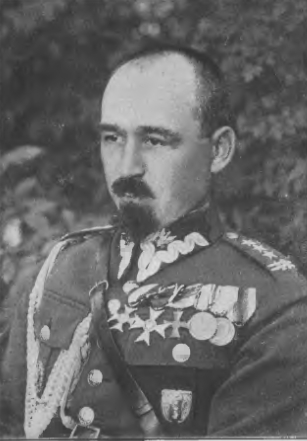
Płk dypl. Maksymilian Kamski-Milan

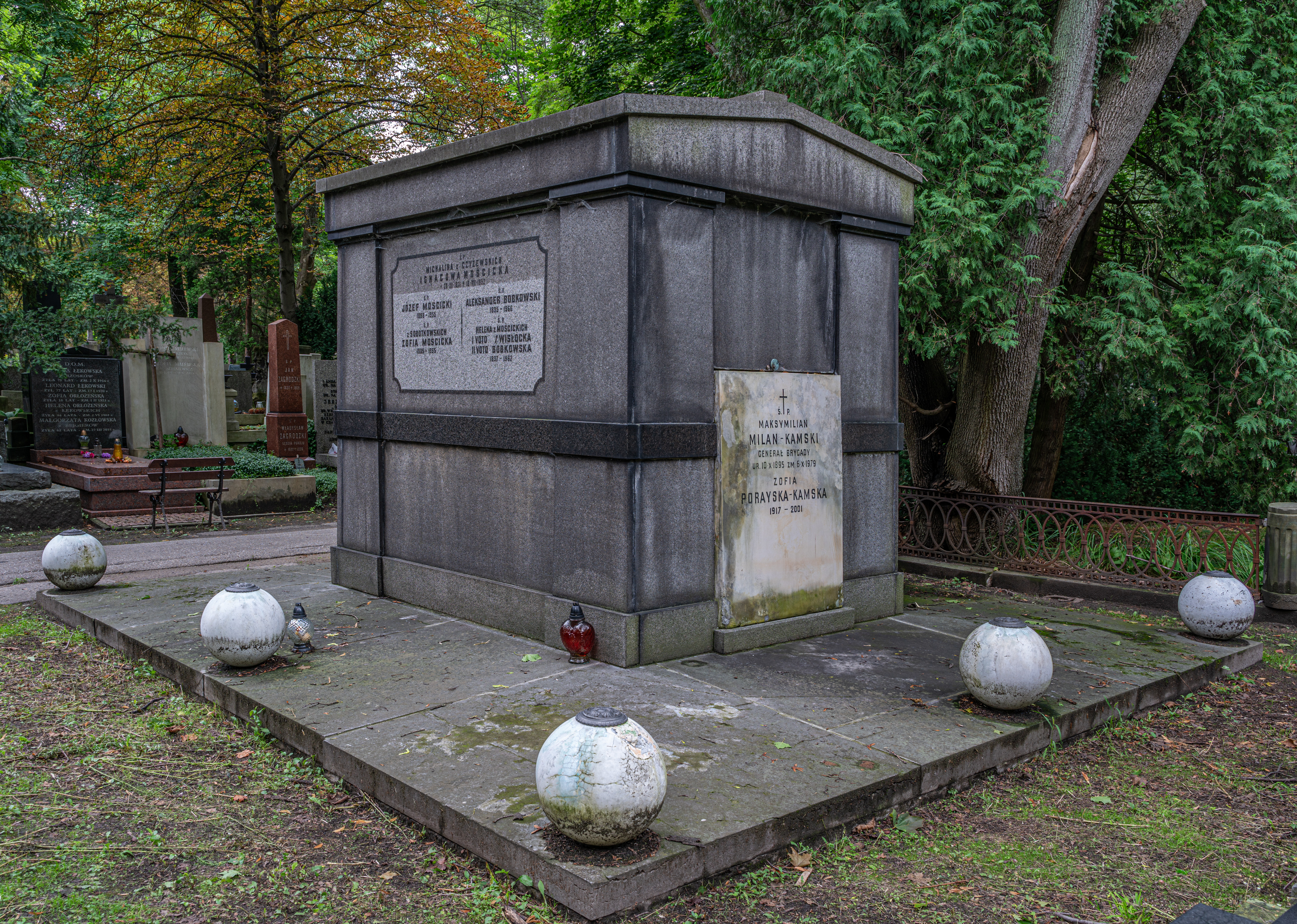
Grób Maksymiliana Kamskiego-Milan na cmentarzu Powązkowskim

Maksymilian Jan Kamski-Milan (ur. 10 października 1895 w Trzebieńczycach, zm. 8 października 1979 w Warszawie-Włochach) – generał brygady Wojska Polskiego, działacz niepodległościowy, kawaler Orderu Virtuti Militari.

## Życiorys
W latach 1907–1910 uczył się w gimnazjum oświęcimskim, a następnie do 1914 w c. i k. Gimnazjum w Wadowicach. Maturę wojenną zdał 26 marca 1915. W 1911 jako członek Związku Strzeleckiego ukończył kurs podoficerski.
Po wybuchu I wojny światowej wstąpił do kompanii Strzelców Podhalańskich w Zakopanem, skąd został skierowany do Szkoły Podchorążych Legionów Polskich w Krakowie. W 1915 objął dowództwo kompanii 6 pułku piechoty. W tym samym roku rozpoczął studia prawnicze na Uniwersytecie Jagiellońskim. W latach 1915–1916 brał udział w kampanii wołyńskiej. Od 31 stycznia do 9 marca 1917 był słuchaczem Kursu Oficerów Sztabowych i Adiutantów Wyższych Dowództw w Warszawie. 22 marca 1917 został skierowany do macierzystego 6 pułku piechoty.
6 sierpnia 1917, po kryzysie przysięgowym, został wcielony jako poddany austriacki do pułku strzelców Nr 32 w Nowym Sączu (w stopniu szeregowego). Tam rozpoczął konspiracyjną działalność w POW, w której został wkrótce komendantem Okręgu. Aresztowany przez Austriaków w maju 1918 za ćwiczenie peowiaków. Po ucieczce z aresztu zameldował się u komendanta POW, płk. Edwarda Śmigłego-Rydza, który mianował go szefem wyszkolenia wojskowego Okręgu POW w Kijowie. Tam organizował lotne oddziały POW.
We wrześniu 1918 z rozkazu komendanta głównego POW przedostał się na Kubań do formowanej tam 4 Dywizji Strzelców Polskich gen. Lucjana Żeligowskiego. Początkowo objął funkcję oficera operacyjnego Oddziału Polskiego, a następnie szefa łączności w sztabie. Po przetransportowaniu drogą morską Dywizji z Noworosyjska do Odessy, objął w listopadzie 1918 dowództwo I batalionu i jednocześnie funkcję zastępcy dowódcy 13 pułku strzelców, późniejszym 28 pułku Strzelców Kaniowskich. W szeregach Dywizji przeszedł w 1919 z Odessy do Stanisławowa. Wziął udział w walkach przy forsowaniu Seretu i oczyszczaniu terenu aż po rzekę Zbrucz (wrzesień 1919). Przerzucony następnie pod Wilno, na polsko–litewską linię demarkacyjną, pozostał na pozycjach do stycznia 1920. 12 kwietnia 1919 został formalnie przyjęty do Wojska Polskiego z byłych Legionów Polskich, z zatwierdzeniem posiadanego stopnia kapitana.
Od 1920 pełni służbę w Oddziale V Sztabu Ministerstwa Spraw Wojskowych. 11 czerwca 1920 został zatwierdzony z dniem 1 kwietnia 1920 w stopniu podpułkownika, w piechocie, w grupie oficerów byłych Legionów Polskich. Z dniem 1 stycznia 1924 został przesunięty z Oddziału V Sztabu Generalnego do Oddziału Kontroli Administracji na etatowe stanowisko podpułkownika. Z dniem 1 listopada 1924 został przeniesiony z Biura Szefa Administracji Armii do 28 pułku Strzelców Kaniowskich z „równoczesnym odkomenderowaniem na roczny Kurs Doszkolenia Wyższej Szkoły Wojennej w Warszawie”. Z dniem 15 grudnia 1925, po ukończeniu kursu i otrzymaniu dyplomu naukowego oficera Sztabu Generalnego, został przydzielony do Dowództwa Okręgu Korpusu Nr II w Lublinie na stanowisko szefa sztabu. W maju 1927 objął dowództwo 49 pułku piechoty w Kołomyi. 1 stycznia 1928 prezydent RP nadał mu z dniem 1 stycznia 1928 stopień pułkownika w korpusie oficerów piechoty i 10. lokatą. Od 2 maja 1929 do 26 sierpnia 1930 pełnił funkcję komendanta Szkoły Podchorążych Piechoty w Ostrowi Mazowieckiej. We wrześniu 1930 został dowódcą piechoty dywizyjnej 26 Dywizji Piechoty w Skierniewicach. W czerwcu 1933 został przeniesiony do dyspozycji dowódcy Okręgu Korpusu Nr III. We wrześniu 1935 został wyznaczony na stanowisko pomocnika dowódcy Okręgu Korpusu Nr III w Grodnie. 4 kwietnia 1936 został wyznaczony na stanowisko dowódcy 17 Dywizji Piechoty w Gnieźnie. Na stopień generała brygady został awansowany ze starszeństwem z 19 marca 1939 i 7. lokatą w korpusie generałów. W sierpniu 1939 został zastępcą generała brygady Władysława Langnera, dowódcy Okręgu Korpusu Nr VI we Lwowie.
Został osadnikiem wojskowym w Brześciu.
Z polecenia gen. Langnera 14 września 1939 rozpoczął formowanie Grupy Operacyjnej „Dniestr”, której zadaniem miała być obrona 170 km odcinka Dniestru. Do jego dyspozycji oddano jedynie batalion saperów, Pułk KOP "Podole" i pułk kawalerii ppłk. Włodzimierza Gilewskiego. W skład tej grupy miały wejść także ośrodki lwowskiego i przemyskiego DOK. 17 września podległe mu oddziały, zgodnie z rozkazem Naczelnego Wodza, nie podjęły walki. 18 września w południe GO „Dniestr” przekroczyła granicę rumuńską. Został internowany w obozie Băile Herculane, skąd uciekł wiosną 1940 i przez Turcję przedostał się na Bliski Wschód. Nie otrzymał żadnego przydziału i resztę wojny spędził w Ośrodku Zapasowym Samodzielnej Brygady Strzelców Karpackich w Latrun, w Palestynie.
W latach 1945–1952 przebywał w Wielkiej Brytanii, a następnie przeniósł się do Kanady. W 1958 powrócił do kraju i zamieszkał we Włochach pod Warszawą. Zmarł 8 października 1979. Pochowany w grobowcu rodziny Mościckich na cmentarzu Powązkowskim (kwatera 205-5,6-19,20,21,22).

## Awanse
- chorąży – 1915
- kapitan – 1918

## Ordery i odznaczenia
- Krzyż Złoty Orderu Wojennego Virtuti Militari (za 1939)[13]
- Krzyż Srebrny Orderu Wojskowego Virtuti Militari nr 6319 – 17 maja 1922[14][15][16]
- Krzyż Niepodległości z Mieczami – 6 czerwca 1931 „za pracę w dziele odzyskania niepodległości”[17]
- Krzyż Oficerski Orderu Odrodzenia Polski – 2 maja 1923[13][18]
- Krzyż Walecznych ośmiokrotnie[13] (po raz 1, 2, 3 i 4 „za udział w b. Legionach Polskich”[19])
- Złoty Krzyż Zasługi dwukrotnie[13] (po raz pierwszy 19 marca 1936 „za zasługi w służbie wojskowej”[20])
- Medal Pamiątkowy za Wojnę 1918–1921
- Medal Dziesięciolecia Odzyskanej Niepodległości
- Medal Zwycięstwa („Médaille Interalliée”) – 1925[21][22]
- Odznaka pamiątkowa 37 pułku piechoty Ziemi Łęczyckiej (1931)[23]